# 剛毛梭大口魚
剛毛梭大口魚（学名：Luciosoma setigerum），俗稱阿波羅鯊，為輻鰭魚綱鯉形目鯉科的其中一個種。

## 分布
本魚分布於馬來西亞、印尼、泰國、柬埔寨、寮國、越南的溪流。

## 特徵
本魚側腹部為銀白色，側線上方呈綠色，鱗片大，一條黑色條紋從頭部延伸至尾柄，然後沿著深叉形尾鰭上葉的邊緣延伸；尾鰭下葉的邊緣也有黑色條紋。腹鰭有延伸的鰭條，胸鰭向後延伸連接腹鰭。背鰭軟條9條；臀鰭軟條8枚，體長可達25公分。

## 生態
本魚棲息河流底部上有枯木與朽葉的地方，屬雜食性，但大部分吃魚，性情溫和，喜群游。

## 經濟利用
可作為食用魚和觀賞魚。